# إيديل إبراهيم
إديل إبراهيم (بالصومالية: Idil Ibraahiim)‏ هي مخرجة ومنتجة وممثلة وكاتبة صومالية أمريكية مستقلة.

## الحياة الشخصية
حصلت إبراهيم على بكالوريوس الآداب عام 2002 من جامعة كاليفورنيا، بيركلي.  تم اختيارها في سنتها الأخيرة في المؤسسة لأداء فنرة تدريب في سلسلة حلقات لبرنامج التدريب التنافسي التابع لأكاديمية الفنون والعلوم التليفزيونية. تم اختيارها أيضًا كتلميذة لمنحة آرتس بريدج في اتحاد الفنون بجامعة كاليفورنيا في بيركلي. أثناء وجودها في بيركلي لطلاب البكالوريوس، تم اختيارها للتدريب المرموق في أكاديمية الفنون والعلوم التليفزيونية في فئة المسلسلات وهي الآن من خريجي البرنامج. خلال فترة عملها كباحثة في آرتس بريدج، قامت إديل إبراهيم بتدريس تحليل الأفلام الوثائقية وإنتاج الأفلام لطلاب مدرسة بيركلي الثانوية. التحقت إيديل بالدراسات العليا في جامعة نيويورك، بعد أن حصلت على زمالة نادين أبيرجيل للفنون.
كانت إبراهيم صديقة للمصور الصحفي الحربي تيم هيثرنغتون حتى قُتل أثناء تواجده في مهمة في مصراتة بليبيا خلال الحرب الأهلية الليبية عام 2011. أرسل السناتور الأمريكي جون ماكين علمين أمريكيين إلى حفل تأبين هيثرنغتون في نيويورك، أحدهما قدم إلى إبراهيم من قبل أعضاء اللواء 173 المحمول جواً الذي خدم أفراده في قتال مع هيثرنغتون والكاتب سيباستيان جونغر في مناسبات عديدة.
تقيم حاليًا في نيويورك، وتسافر كثيرًا حول العالم من أجل مشاريع أفلام مختلفة.

## المسار المهني
إيديل إبراهيم خريجة جامعة كاليفورنيا، بيركلي، وكانت قد التحقت بجامعة نيويورك للدراسات العليا.
عملت إيديل وأنتجت أفلام حائزة على جوائز تم تصويرها في كوبا وصربيا واليابان وتركيا والصومال ولبنان وزامبيا وكينيا والسنغال وأوغندا. أنتجت إيديل فيلم "هومكومينغ" من إخراج جيم شوشو، إلى جانب وانوري كاهيو، كجزء من برنامج 'أفريكان ميتروبوليس: 7 مخرجين و7 مدن، بدعم من صندوق هوبرت بالس لمهرجان روتردام السينمائي الدولي ومعهد جوته الجنوب أفريقي، تم اختيار الفيلم ضمن فئة السينما العالمية المعاصرة. في 2013 في مهرجان تورونتو السينمائي الدولي. أنتجت إيديل أيضًا وأخرجت الفيلم الوثائقي "وراء الكواليس'' المكون من 4 أجزاء عن برنامج الصيد بدون شباك لقناة فايس "VICE" الذي تم تصويره في كينيا استنادًا إلى الفيلم الروائي الصيد بدون شباك (بالإنجليزية: Fishing Without Nets)‏ الذي فاز بجائزة أفضل إخراج في فئة الدراما الأمريكية في مهرجان صاندانس السينمائي 2014. لعبت بصفتها ممثلة دور البطولة في فيلم الصيد بدون شباك. في عام 2014، كان لدى إيديل مشروعان في مهرجان صاندانس السينمائي. بالإضافة إلى مشاركتها في فيلم "الصيد بدون شباك"، أنتجت أيضًا الفيلم الوثائقي التجريبي 'هل أنا سريع جدًا؟'، تم تصويره في كينيا وأخرجه هانك ويليس توماس وكريستوفر مايرز. كان الفيلم "هل أنا سريع جدًا؟' جزءًا من تحدي صاندانص للفيلم العالمي بدعم من مؤسسة مؤسسة بيل ومليندا غيتس.
في عام 2008، اركت إيديل في إنتاج الفيلم الوثائقي الروائي أمريكانا. من إخراج توباز أديزيس (مخرج أفلام سيتي، وسبعة أميال فقط) وإنتاج كورين غولدن ويبر ( التي عملت على أفلام بابل، و21 جرام، وطريق الثورة)، اختير الفيلم رسميًا لمهرجان سينما رييل 2009 في مركز جورج بومبيدو في باريس. تم اختيار العمل أيضًا لمهرجان مارغريت ميد الدولي للأفلام الوثائقية ومهرجان دالاس AFI السينمائي. عملت إيديل أيضًا كمنتج مشارك في فيلم "لاريدو، تكساس"، والذي اختير أيضًا رسميًا لمهرجان صاندانس السينمائي 2010. كانت إيديل واحدة من المنتجين في فيلم "تريس أنوس" الذي تم تصويره في كوبا والذي تم اختياره لمهرجان صاندانس السينمائي لعام 2009، ومهرجان أسبن شورتس، وجين آرت، ولوس أنجلوس الدولي، ومهرجانات أفلام آشلاند المستقلة. تم عرض "تريس أنوس" أيضًا في فعاليات بانجيا داي، وهو حدث عالمي متعدد الوسائط يتم بثه في مواقع حول العالم مثل كيغالي والقاهرة ولندن وريو دي جانيرو ونيويورك في وقت واحد بهدف تقليل الانقسامات وإحداث تغيير ووحدة عالمية من خلال قوة الفيلم.
كانت إبراهيم أحد المخرجين الذين اختارتهم مجلة غلامور غيرلز وذا غيرل بروجيكت لتصوير فيلم قصير عن تعليم فتاة في ملاوي. ظهرت على موقع مجلة غلامور في مقال كتبه شاي مونز بعنوان "حوار مع المخرجة والناشطة والمرأة إيديل إبراهيم". تم اختيار إيديل بواسطة موقع إنستغرام ليتم عرضه على مدونة إنستغرام. أيضًا، وجه لها متحف هونولولو للفنون دعوة في يونيو 2017 لعرض فيلم صيد بدون شباك، وهو جزء من سلسلة أفلام الفن السابع.
أخرجت إيديل وأنتجت مع ديلان فيريتشا الفيلم القصير سيغا، بطولة ألاسان سي، الذي يبحث في مسألة الهجرة والعودة إلى الوطن. اختير فيلم سيغا رسميًا لمهرجان نيويورك السينمائي الأفريقي الخامس والعشرين السنوي بالاشتراك مع جمعية السينما في مركز لينكولن وأكاديمية بروكلين للموسيقى وسينما ميسيلز. إيديل شغوفة بحقوق الإنسان والقضايا الإنسانية والتعليم العالمي والقضايا الاجتماعية وتفخر بعملها مع "سيل-إي دي" (ell-ED) ومجموعة غوبي (Gobee Group) ولجنة الإنقاذ الدولية، بالإضافة إلى مشاركتها السابقة مع المفوضية السامية في يوم اللاجئ العالمي في مخيم كاكوما للاجئين. في عام 2018، تم اختيار إيديل كعضو في لجنة تحكيم دولية من قبل المنظمة الدولية للهجرة ورابطة الأمم المتحدة للحضارات للمبادرة المشتركة بمهرجان "بلورال بلس" (Plural Plus) العالمي للشباب، وهو مهرجان حول الهجرة والتنوع والاندماج الاجتماعي.
كانت إيديل إبراهيم أحد المخرجين الذين اختارتهم مجلة غلامور وذا غيرل بروجكت (The Girl Project) لتصوير فيلم قصير عن تعليم فتاة في ملاوي. ظهرت إيديل على موقع مجلة غلامور في مقال كتبه شاي مونز بعنوان "حوار مع المخرجة والناشطة والمرأة بدس إيديل إبراهيم".
خلال فترة عملها كباحثة في آرتس بريدج، قامت إبراهيم بتدريس مادة تحليل الأفلام الوثائقية وإنتاج الأفلام لطلاب مدرسة بيركلي الثانوية . بالإضافة إلى ذلك، شاركت في استضافة وجبات "عشاء بهدف" (بالإنجليزية: dinners with Purpose)‏ للترحيب باللاجئين رداً على حظر السفر الذي أصدره ترامب لعام 2017، وكانت قد ظهرت في الفيديو الخاص بفيوجن.
إيديل أحد خريجي "تريبيكا أل أكسس" (بالإنجليزية: Tribeca All Access)‏، وهي مبادرة معهد تريبيكا السينمائي بالاشتراك مع مهرجان تريبيكا السينمائي.
قدمت إيديل كممثلة أداءً في السينما المستقلة، والأعمال التجارية، والإنتاج المسرحي خارج برودواي.

## فيلموغرافيا
- أمريكانا (2008)
- تريسي أنوس (2009)
- لاريدو، تكساس (2010)
- العودة للوطن (2013)
- لعبة العبور (2014)
- الصيد بدون شباك (2014)
- سيغا (2018)[7]

## روابط خارجية
- إيديل إبراهيم في قاعدة بيانات الأفلام على الإنترنت

1. ↑  "إيديل إبراهيم - تمثيل فيلموجرافيا، صور، فيديو". elCinema.com. مؤرشف من الأصل في 2023-01-04. اطلع عليه بتاريخ 2023-01-04.
2. ↑  Ibrahim، Idil (11 ديسمبر 2011). "Tim Hetherington remembered by Idil Ibrahim". The Guardian. مؤرشف من الأصل في 2023-01-04. اطلع عليه بتاريخ 2022-03-27.
3. ↑  "Nationwide Screening Series to Showcase Films from Travel Ban Countries". هوليوود ريبورتر. 16 مارس 2017. مؤرشف من الأصل في 2023-01-04.
4. ↑  Maunz, Shay (11 May 2016). "A Conversation with Idil Ibrahim: Filmmaker, Activist, Badass Woman". Glamour (بالإنجليزية). Archived from the original on 2023-01-04. Retrieved 2018-07-03.
5. ↑  "Breaking Barriers by Breaking Bread with Refugees". 29 مارس 2017. مؤرشف من الأصل في 2023-03-02.
6. ↑  "All Things Somali". www.facebook.com (بالإنجليزية). Archived from the original on 2023-01-04. Retrieved 2018-07-03.
7. ↑  Sega، مؤرشف من الأصل في 2023-01-05